# 皇路礁

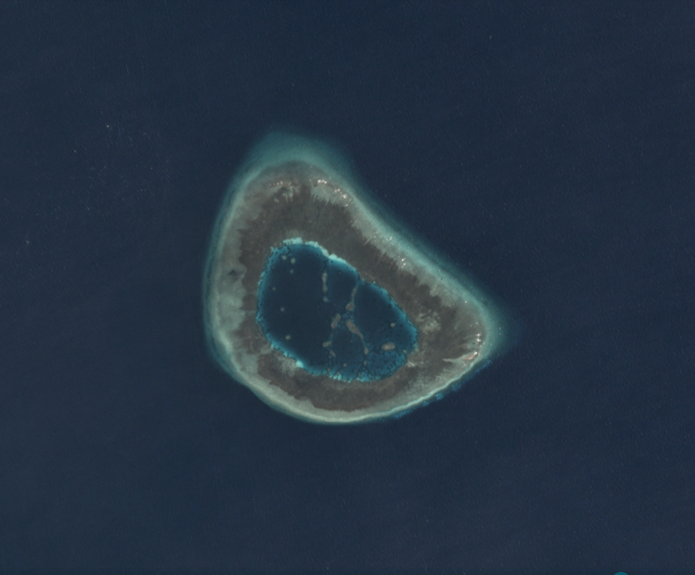

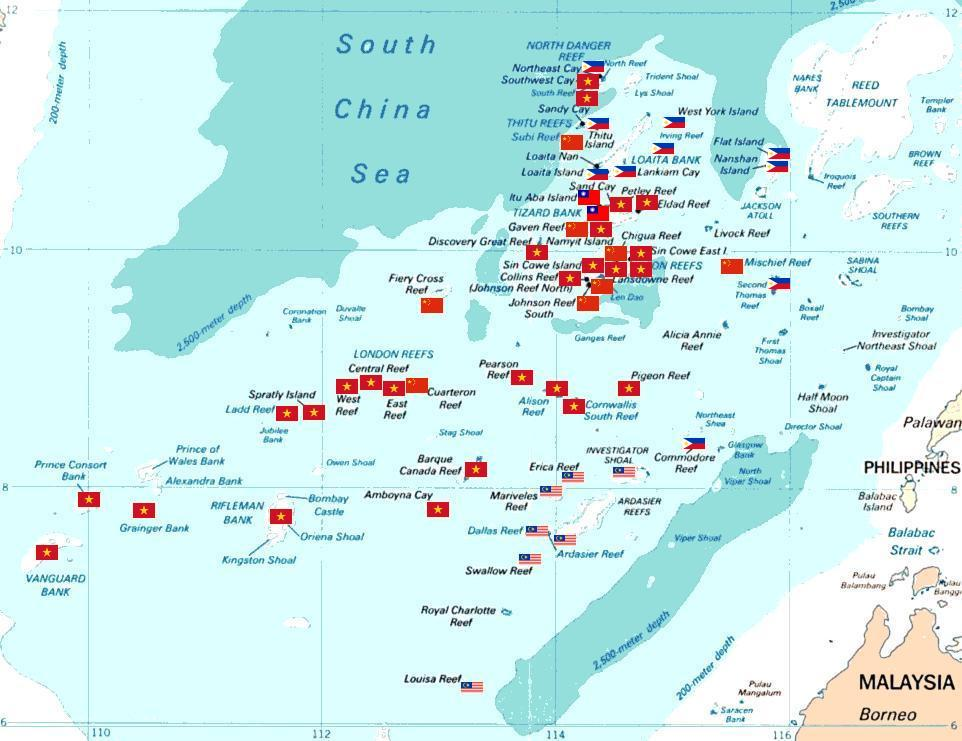
南沙諸島の実効支配状況

皇路礁（英語：Royal Charlotte Reef、マレー語：Terumbu Semarang Barat Kecil、ベトナム語：Đá Sác Lốt / 𥒥Sác Lốt）は、南沙諸島にある環礁である。弾丸礁から25海里離れている。低潮の時、長さ1海里の完全な環礁があるが、礁門がない。
1986年からマレーシアがこの礁を実効支配しているが、中華人民共和国、中華民国（台湾）、フィリピンとベトナムも主権を主張している。